# Katholisches Institut für berufsorientierte Religionspädagogik
Das Katholische Institut für berufsorientierte Religionspädagogik (KIBOR) ist ein Projekt zur Erforschung und Weiterentwicklung des Religionsunterrichtes an beruflichen Schulen.
Das Institut wird unter anderem von der Deutschen Bischofskonferenz, der Diözese Rottenburg-Stuttgart, dem Ministerium für Kultus, Jugend und Sport Baden-Württemberg sowie der Universität Tübingen gefördert. Es geht darum, den Religionsunterricht und die religiöse Wertebildung an Schulen zu stärken.
Das Institut arbeitet in Theorie und Praxis und kooperiert mit dem Evangelischen Institut für Berufsorientierte Religionspädagogik (EIBOR), das sich ebenfalls an der Universität Tübingen befindet.

## Aufgaben
Die zentralen Aufgaben des Instituts sind:
- Forschung zur Weiterentwicklung des Religionsunterrichts an beruflichen Schulen
- Erstellen von Unterrichtswerken für den Religionsunterricht
- Vernetzung von Religions- und Berufspädagogik
- Beteiligung an relevanten Bildungsprozessen mit den jeweils Verantwortlichen in Politik, Gesellschaft und Kirche
- Konzepte für die Aus- und Weiterbildung von Lehrern des Fachs Katholische Religion

Forschungsergebnisse werden in der Reihe „gott leben beruf“ veröffentlicht.

## Team
Leiter des KIBOR ist seit 2015 Reinhold Boschki als Nachfolger von Albert Biesinger. Fünf Teammitglieder und eine Sekretärin sind beim Institut angestellt. An bestimmten Projekten arbeiten außerdem noch zwei freie Mitarbeiter. Unterstützt wird die Arbeit von mehreren studentischen Hilfskräften.

## Aktuelle Projekte
Projekte, die zurzeit am KIBOR verfolgt werden, sind:
- Unterrichtsforschung zu "Religiösen Qualitäten im Religionsunterricht an Berufsschulen"
- Bildungstheoretische Begleitung von Religionsunterricht an Berufsbildenden Schulen
- Ethisches Handeln in der Pflege
- Unterrichtsforschung zum Thema "Interreligiöse Kompetenzentwicklung"
- Religionsunterricht im Berufsvorbereitenden Jahr: "Stärken stärken"
- Evaluation von neuen Organisationsmodellen für den Religionsunterricht

## Weblink
- Katholisches Institut für berufsorientierte Religionspädagogik (KIBOR) an der Universität Tübingen